# Педурень (Попешть, Ясси)
Педурень, Педурені (рум. Pădureni) — село у повіті Ясси в Румунії. Входить до складу комуни Попешть.
Село розташоване на відстані 311 км на північ від Бухареста, 21 км на захід від Ясс.

## Населення
За даними перепису населення 2002 року у селі проживали 89 осіб, усі — румуни. Усі жителі села рідною мовою назвали румунську.